# 일자리 나누기
일자리 나누기(jobsharing, 잡 셰어링)은 노동시간을 줄임으로서 그에 해당하는 임금을 낮추고 그 남는 임금과 시간으로 노동자를 더 고용하는 정책 또는 회사의 경영방침을 이르는 말이다.

## 개요
경기 후퇴가 일어나면, 기업은 수익성을 보장하기 위하여 직원을 줄이거나 고용을 축소함으로써 비용을 절감하는 방안을 추진하는 것이 보통이다. 이는 노동자들의 소비 감소로 이어지고 다시 경기가 위축되는 악순환이 발생할 수 있다. 일자리 나누기는 그에 대한 대안으로 제시된 방안이다.

## 실시
- 1929년부터 시작된 경제대공황에 대한 대안으로, 미국의 허버트 후버 대통령은 1932년 8월부터 일자리 나누기 운동(share the work movement)을 전개하였고 두 달 만에 3500개 기업이 동참하였다. GM, 듀퐁 등의 대기업들은 이때부터 주5일 근무를 시작했다.

- 2008년부터 이명박 정부는 일자리 나누기를 시행하고 있다. 일자리 나누기가 단지 임금만을 삭감하는 방안으로 전락하고 있다는 비판도 있다. 특히 신입사원을 중심으로 연봉을 삭감하는 경향이 있었다.[1]

## 같이 보기
- 고용률
- 고용없는 성장
- 실업